# مسطح بن أثاثة
مِسْطَحُ بن أُثاثة (المتوفي سنة 34 هـ) صحابي بدري، شهد مع النبي محمد ﷺ المشاهد كلها، وهو واحد من الذين جُلدوا إثر حادثة الإفك.

## سيرته
أسلم أبو عباد مسطح بن أثاثة بن عباد بن المطلب بن عبد مناف بن قصي القرشي في مكة، واسمه «عوف»، ولكنه اشتهر بلقبه «مسطح». أمه هي أم مسطح بنت أبي رهم بن المطلب بن عبد مناف، وأمها ريطة بنت صخر بن عامر بن كعب خالة أبي بكر الصديق، وقد أسلمت أمه وأسلم أبوها قديمًا.
هاجر مسطح بن أثاثة إلى يثرب، وآخى النبي محمد صلى الله عليه وسلم بينه وبين زيد بن المزين، وقد شهد مسطح مع النبي محمد صلى الله عليه وسلم المشاهد كلها، كان مسطح فقيرًا ينفق عليه أبو بكر لقرابته، وقد وهبه النبي محمد صلى الله عليه وسلم ومعه ابن إلياس يوم خيبر خمسين وسقًا. كان مسطح بن أثاثة واحدًا ممن خاضوا مع أهل الإفك في أمر عائشة بنت أبي بكر زوجة النبي محمد، فحلف أبوها أبو بكر ألا ينفق عليه، فنزلت آية: ﴿وَلَا يَأْتَلِ أُولُو الْفَضْلِ مِنْكُمْ وَالسَّعَةِ أَنْ يُؤْتُوا أُولِي الْقُرْبَى وَالْمَسَاكِينَ وَالْمُهَاجِرِينَ فِي سَبِيلِ اللَّهِ وَلْيَعْفُوا وَلْيَصْفَحُوا أَلَا تُحِبُّونَ أَنْ يَغْفِرَ اللَّهُ لَكُمْ وَاللَّهُ غَفُورٌ رَحِيمٌ ۝٢٢﴾ [النور:22]، فعاد أبو بكر إلى الإنفاق عليه، قائلًا «بلى والله إني لأحب أن يغفر الله لي»، وقد جُلد مسطح في قذفه لعائشة بعد أن برأتها الآيات القرآنية، حيث ذكر ابن عباس أن النبي محمد صلى الله عليه وسلم لم يجلد عبد الله بن أُبَيّ بن سلول ولكن جلد مسطح بن أثاثة وحسان بن ثابت وحمنة بنت جحش لقذفهم عائشة؛ كما ذكر أن الثلاثة تابوا، بينما مات ابن سلول منافقًا.
توفي مسطح بن أثاثة سنة 34 هـ، وعمره يومها 56 سنة، وقيل بل توفي سنة 37 هـ، وشهد وقعة صفين مع علي بن أبي طالب. أما صفته، فقد كان قصيرًا، غائر العينين، غليظ الأصابع.